# کیندویلر
کیندویلر (به فرانسوی: Kindwiller) یک کمون در فرانسه با جمعیت ۵۷۶ نفر است که در Canton of Niederbronn-les-Bains واقع شده‌است.